# Explorer 25
Explorer 25 – amerykański satelita programu Explorer serii Injun, do badań cząstek energetycznych w otoczeniu Ziemi. Wyniesiony wraz z satelitą Explorer 24. Przesyłał dane do grudnia 1966.
Pozostaje na orbicie okołoziemskiej o trwałości szacowanej na 200 lat.

## Budowa i działanie
Injun 4 był satelitą pozycjonowanym wektorem pola magnetycznego. Stabilne pozycjonowanie osiągnięto dopiero pod koniec lutego 1965.
Wyposażony w dwuosiowy magnetometr typu fluxgate. Dane nagrywane rejestratorami taśmowymi. Do przesyłania danych w trybie rzeczywistym używano nadajnika AM o nośnej 136,29 MHz. Do przesyłania danych z rejestratora używano nadajnika PM o nośnej 136,86 MHz.
Zasilany ogniwami słonecznymi ładującymi akumulatory.